# Andraspråk
Ett andraspråk (L2) är ett språk som en person lärt sig efter sitt modersmål i den miljö där språket talas, till exempel vid invandring eller i ett mångspråkigt samhälle. Ett språk man lär sig i en annan miljö än den där språket talas klassificeras som främmande språk, oavsett hur väl man lär sig behärska det.
En person som har till exempel svenska som modersmål (det vill säga föräldrarna talar svenska i hemmet) anses ha engelska som andraspråk om han eller hon växt upp i en engelskspråkig miljö som till exempel USA eller Storbritannien. Har han eller hon lärt sig engelskans grunder i en icke-engelsk miljö, så klassificeras personens engelska i regel som ett främmande språk.
Begreppen främmande språk och andraspråk är alltså inga mått på hur väl man behärskar ett språk. Det finns personer som lär sig ett främmande språk så väl att de kan betraktas som tvåspråkiga, och det finns många invandrare och personer som tillhör språkliga minoriteter som aldrig lär sig behärska sitt andraspråk.

## Kulturens betydelse vid andraspråksinlärning
I goda språkliga färdigheter ingår en behärskning av invecklade sociokulturella koder. Man måste kunna välja ord, uttryck och kommunikationsstrategier som passar in i rätt sammanhang. En majoritet av de personer som bott långvarigt i en annan kultur upplever en förändrad identitet och självbild. Ett samhälles struktur, traditioner och finkultur är oftast väldokumenterade och relativt lätta att ta till sig. Däremot är vardagskultur, som till exempel oskrivna regler och andras dolda förväntningar på inläraren, svårare att ta till sig trots att det är saker som andraspråksinläraren bedöms utifrån i sin vardag i andrapråket. Att lära sig samhällets vardagskoder kan ytterligare försvåras av att det finns olika grupper i samhället som har olika värderingar beroende på var de bor, vilken samhällsklass de tillhör, hur gamla de är, vilket kön de har, etc.

### Inlärningsverktyg
För att försöka effektivisera inlärningen av ett andraspråk samt anpassningen till den nya kulturen kan man som inlärare använda sig av ett så kallat CALL system. Detta system kan fungera som en lärare av det nya språket och kulturen, samt ge möjlighet till en friare inlärningsmiljö.